# Izaguirre (Litoral)
Izaguirre ist ein Ort in der Provinz Litoral in Äquatorialguinea.

## Geographie
Der Ort liegt an einer Verkehrsroute von Bolondo am Nordufer des Mbini nach Bata im Norden. Im Norden schließt sich Bicubini an.

## Klima
Nach dem Köppen-Geiger-System zeichnet sich Izaguirre durch ein tropisches Klima mit der Kurzbezeichnung Am aus.